# 約阿尼納湖
39°40′N 20°53′E / 39.667°N 20.883°E

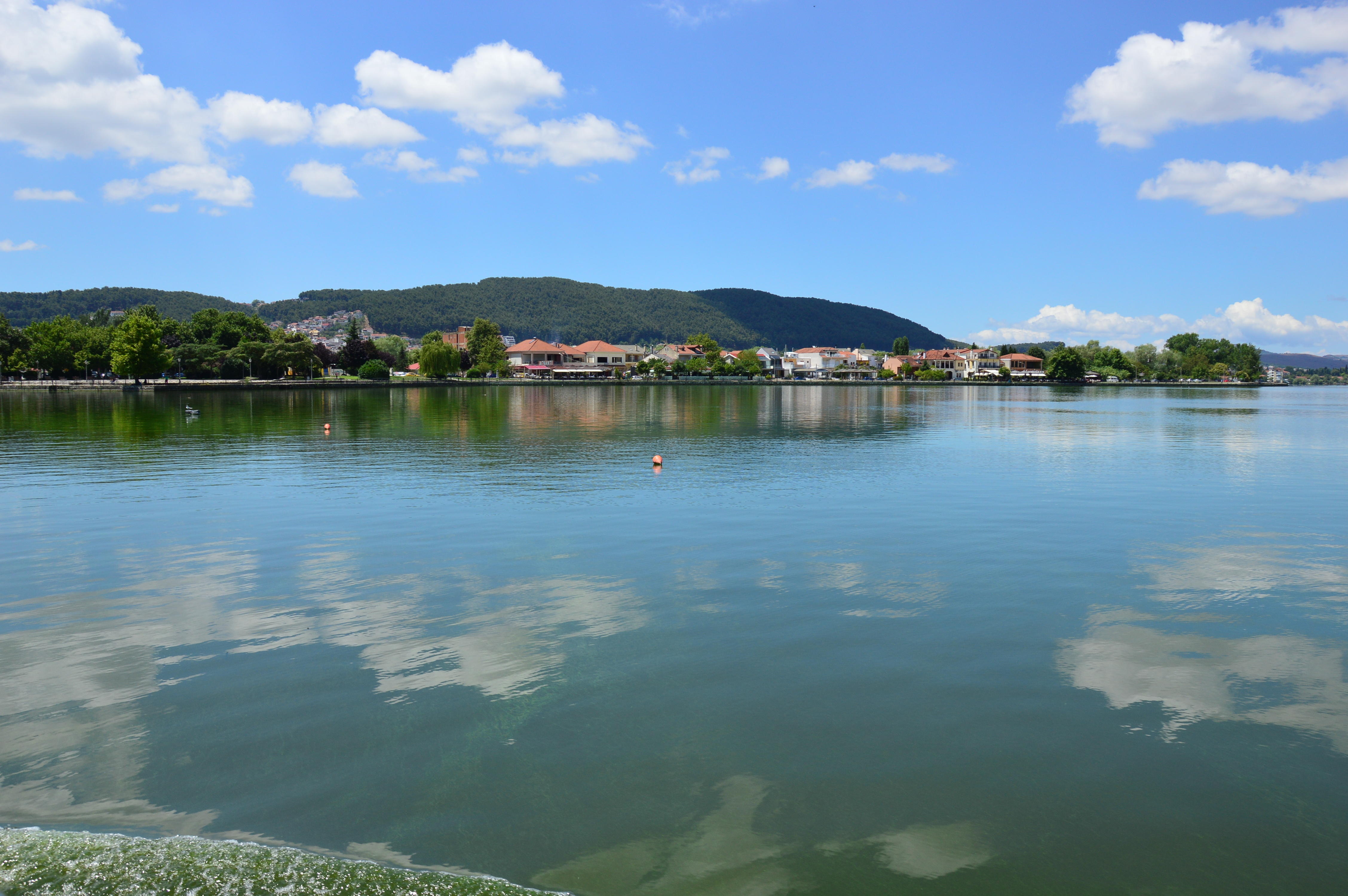
約阿尼納湖

約阿尼納湖（希臘語：Λίμνη Παμβώτιδα）是希臘的湖泊，位於伊庇魯斯大區，長7.9公里、寬5.4公里，面積19.4平方公里，海拔高度470米，平均水深4.5米，最大水深11米，湖中有一座島嶼。

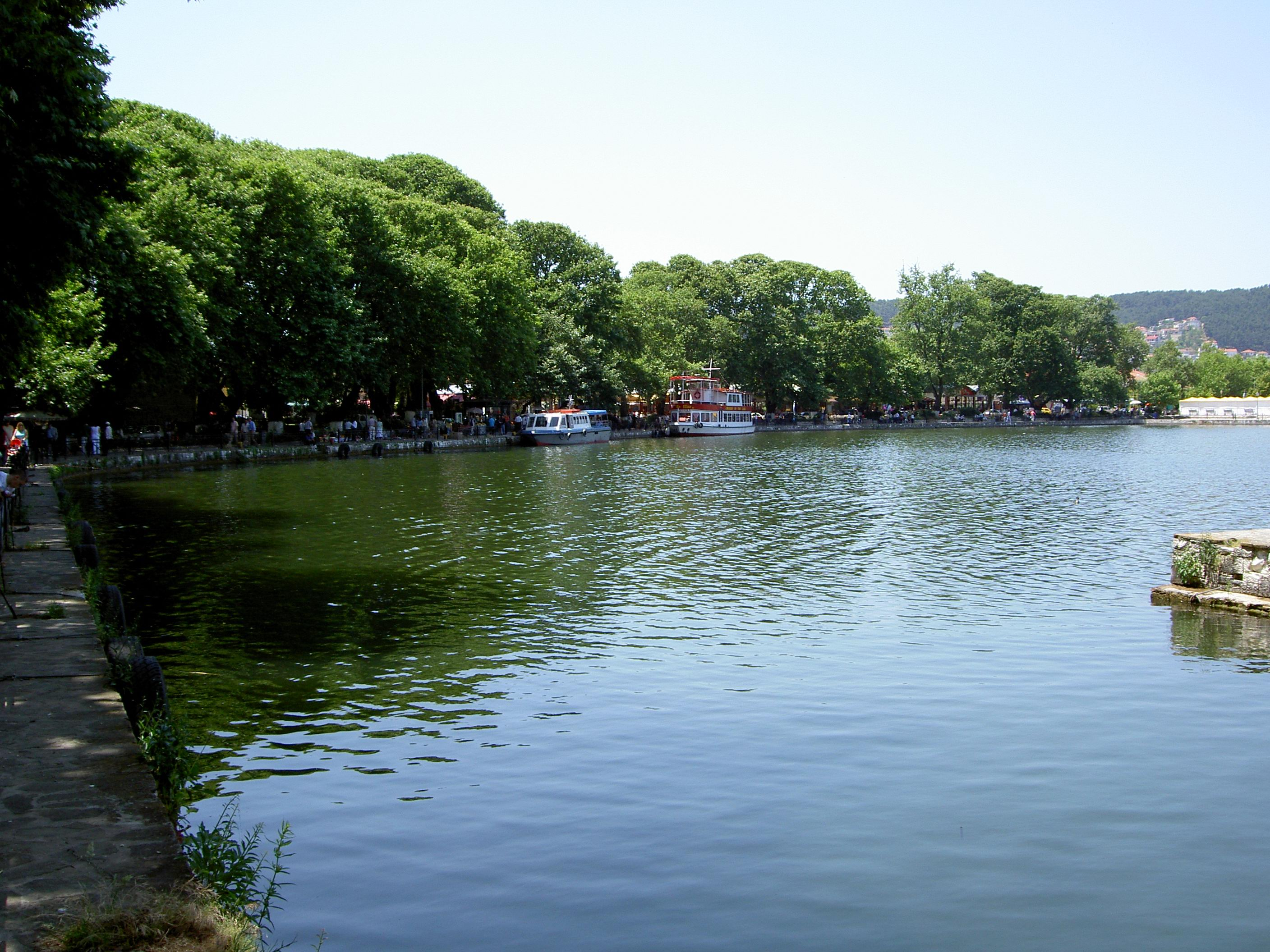
湖邊碼頭

## 外部連結
- Photos of Lake Pamvotida, Ioannina by Dimitrios Sioutis
- Ioannina on GTP Travel Pages (in English and Greek)